# André Saeys
Pour les articles homonymes, voir Saeys.
André Saeys est un footballeur belge, né le 20 février 1911 et mort le 22 mars 1988 à Tenerife,
Il a évolué comme attaquant au Cercle Bruges KSV, au RC Wetteren et au Beerschot VAC.
Il a aussi joué à neuf reprises avec les Diables Rougeset  été présélectionné pour la Coupe du monde en 1930.

## Palmarès
- International de 1933 à 1934 (9 sélections et 1 but marqué)
- Champion de Belgique en 1930 avec le Cercle Bruges KSV, en 1938 et 1939 avec le Beerschot VAC